# ليندا كونور
ليندا كونور (بالإنجليزية: Linda Connor)‏ هي مصورة أمريكية، ولدت في 18 نوفمبر 1944 في نيويورك في الولايات المتحدة.

## وصلات خارجية
- ليندا كونور على موقع IMDb (الإنجليزية)
- ليندا كونور على موقع ميوزك برينز (الإنجليزية)
- ليندا كونور على موقع ديسكوغز (الإنجليزية)